# 阮姓
阮姓，是中國大陆、香港、台灣和越南的姓氏之一，是越南全國最大的姓氏，約佔總人口的38.4%。在越南語裡，阮的國語字拼寫為「Nguyễn」。

## 起源
1. 據《姓譜》記載：商朝时有阮國於涇渭之間（於今甘肅省涇川縣境內），后来被周人所灭，亡国后其子孫以國為姓，為皋陶之後。由于阮氏族人為避仇殺，最终流散各地。[2][3]
2. 出於偃姓。亦皋陶氏之後。
3. 自石姓而改。東晉末期，有石姓人改姓為阮。
4. 一部分是越南陳朝代越南李朝後由國內李姓改姓而來。
5. 法國殖民越南之後，將越南的無姓平民登記為阮姓，阮姓就此成了越南第一大姓。[4]

## 延伸阅读
[在维基数据编辑]
 《欽定古今圖書集成·明倫彙編·氏族典·阮姓部》，出自陈梦雷《古今圖書集成》